# Dusun Kepahiang
Dusun Kepahiang is een bestuurslaag in het regentschap Kepahiang van de provincie Bengkulu, Indonesië. Dusun Kepahiang telt 3597 inwoners (volkstelling 2010).